# Обсерватория Пик-дю-Миди
Обсерватория Пик-дю-Миди — астрономическая обсерватория, основанная в 1881 году на горе Пик-дю-Миди, Пиренеи, Франция. Является частью Observatoire Midi-Pyrenees (Midi-Pyrenees Observatory).

## История обсерватории
На горе Пик-дю-Миди-де-Бигорр находится астрономическая обсерватория Пик-дю-Миди, научное учреждение Франции. Расположена в Пиренеях, вблизи вершины Пик-дю-Миди-де-Бигорр. Строительство обсерватории началось в 1878 году под эгидой Общества им. Рамона. Но растущие расходы заставили общество отказаться от обсерватории в пользу государства, так что с 7 августа 1882 года она получила статус государственного учреждения. Открыта в 1881 как метеорологическая, в 1903 перешла в систему Тулузского университета. К обсерватории проведена канатная дорога. В 1908 году была завершена постройка 8-метрового купола и установка механического экваториального рефлектора (38-см). 106-см телескоп был установлен в 1963 году на средства NASA и использовался для детальной съемки поверхности Луны в ходе подготовки программы «Аполлон». В 1980 году запущен в строй самый крупный телескоп на территории Франции: 2-метровый en:Bernard Lyot Telescope.

## Инструменты обсерватории
- двойной 38-см рефрактор? (1908 год)
- 55-см телескоп (Robley Dome)
- двойной? 60-см рефрактор? (1946 год) — (the Gentilly’s T60 telescope) — сейчас передан любителям астрономии
- 106-см рефлектор (Gentilli Dome) (1963 год) — установка финансировалась NASA с целью получения подробных снимков Луны при подготовке миссии Аполлон
- en:Bernard Lyot Telescope — 200-см рефлектор (1980 год) — самый крупный телескоп во Франции — звездная спектро-поляриметрия
- Коронограф HACO-CLIMSO
- двойной 20-см внезатменный коронограф
- 26-см внезатменный коронограф

## Направления исследований
- фотографирование планет, Луны и двойных звёзд с высоким (до 0,2") угловым разрешением
- съёмка поверхности Солнца с разрешением до 0,3"
- внезатменные наблюдения солнечной короны
- астроприборостроение
- атмосферная оптика
- покрытия звёзд астероидами

## Основные достижения
- Первое в истории астрономии дневное наблюдение покрытие звезды астероидом
- 1553 астрометрических измерений опубликовано с 1985 по 2011 года[1]

## Известные сотрудники
- Pierre Connes и Janine Connes — химически анализ атмосферы Венеры и Марса на основе ИК-спектра (1965 год)